# 沈應時 (萬曆進士)
沈應時（？—1630年），字伯起，號五知，南直隶常州府無錫縣人。明末政治人物。

## 生平
父病瞽，应时为之䑛膜，伺父寝则点灯夜读。万历三十一年癸卯科應天府鄉試舉人，四十一年（1613年）成癸丑科第三甲進士，刑部觀政，授吉安府推官，归养。补岳州府，天啓二年（1622年）擢兵科给事中，历礼户二科，具疏昌言三案，天啓五年以年例迁陝西佥事，六年革职为民罢归。崇祯初，起家添注通政司右参议，时边报傍午，京师震动，应时上战守诸议，会督饷使臣十道俱出，应时銜命历德安八府，滁、和三州，星驰受事，崇祯三年（1630年）卒于京口。